# Stary cmentarz żydowski w Ostrowi Mazowieckiej
Stary cmentarz żydowski w Ostrowi Mazowieckiej – kirkut, którego data powstania jest nieznana. Znajduje się przy w południowej części miasta, pomiędzy obecnymi ulicami Broniewskiego, Fryczego i Targową. Powstał prawdopodobnie nie później niż trzeciej dekadzie XVIII w., o czym może świadczyć zapis w protokole wizytacji parafii katolickiej w Ostrowi z 1781 roku.
Został zniszczony podczas II wojny światowej. Obecnie nie zachowały się żadne nagrobki. W latach PRL na cmentarzu urządzono targowisko – teren utwardzono, ustawiono na nim stragany. W północnej części działki wzniesiono budynek Spółdzielni Ogrodniczo-Pszczelarskiej. W wyniku zniszczeń wszystkie naziemne ślady cmentarza uległy zatarciu.
Kirkut miał powierzchnię 1,94 ha.